# Municipio de Valley (Minnesota)
El municipio de Valley (en inglés: Valley Township) es un municipio ubicado en el condado de Marshall en el estado estadounidense de Minnesota. En el año 2010 tenía una población de 149 habitantes y una densidad poblacional de 1,7 personas por km².

## Geografía
El municipio de Valley se encuentra ubicado en las coordenadas 48°19′27″N 95°39′29″O / 48.32417, -95.65806. Según la Oficina del Censo de los Estados Unidos, el municipio tiene una superficie total de 87.66 km², de la cual 87,66 km² corresponden a tierra firme y (0 %) 0 km² es agua.

## Demografía
Según el censo de 2010, había 149 personas residiendo en el municipio de Valley. La densidad de población era de 1,7 hab./km². De los 149 habitantes, el municipio de Valley estaba compuesto por el 96,64 % blancos, el 0,67 % eran asiáticos y el 2,68 % eran de una mezcla de razas. Del total de la población el 0 % eran hispanos o latinos de cualquier raza.